# مقبرة شهداء جيش العراق
مقبرة شهداء جيش العراق (المفرق) هي مقبرة تقع في محافظة المفرق الأردنية القريبة من الحدود العراقية، حيث تضم رفات 39 جندي من شهداء الجيش العراقي الذين نالوا شرف الشهادة على ثرى فلسطين في حربي 1948م و 1967م، كما تضم رفات عدد من الضباط العراقيين ممن توفاهم الله اثناء تواجدهم في الأردن. يُذكر أن المقبرة تحتوي على رفات 120 جندي وضابط عراقي منذ عام 1948م وحتى اليوم، كان آخرهم الرئيس العراقي الأسبق عبد الرحمن عارف ، الذي كان منفيًا في تركيا و فضل العودة الى الأردن عام 2004م، ليدفن في مقبرة شهداء جيش العراق في عام 2007م. ومن الجدير بالذكر أن قوات صلاح الدين التابعة للجيش العراقي قامت بتشييد مسجد مقابل المقبرة سُمي بجامع شهداء الجيش العراقي بتاريخ 21 جمادى الأولى سنة 1388هـ الموافق 15 آب سنة 1968م.